# Настъпление в Палмира (2024)
На 6 декември 2024 г. подкрепяната от Съединените американски щати Сирийска свободна армия започва офанзива от „зоната за деконфликт“ Ал-Танф срещу древния град Палмира в източната част на провинция Хомс. Съобщава се, че САЩ предоставят логистична подкрепа на силите на опозицията. Офанзивата е в резултат на неуспехите на правителството на Башар Асад на другите фронтове, особено след северозападната офанзива на Тахрир ал-Шам.
Съобщава се, че Сирийската свободна армия поема контрола над Палмира на 7 декември след сблъсък със силите на режима, преди да се отправи в посока Дамаск.